# Courbillac
Courbillac település Franciaországban, Charente megyében. Lakosainak száma 729 fő (2022. január 1.). Courbillac Houlette, Mareuil, Sigogne, Macqueville és Neuvicq-le-Château községekkel határos.

## Népesség
A település népességének változása:
| Lakosok száma | 400  | 456  | 473  | 551  | 697  | 717  | 733  | 763  | 751  | 729  |
|               | 1968 | 1982 | 1990 | 2006 | 2013 | 2015 | 2017 | 2019 | 2020 | 2022 |